# Jošihiro Nacuka
Jošihiro Nacuka (* 7. října 1969) je bývalý japonský fotbalista a reprezentant.

## Reprezentační kariéra
Jošihiro Nacuka odehrál 11 reprezentačních utkání. S japonskou reprezentací se zúčastnil Poháru krále Fahda 1995.

## Statistiky
| Japonsko | Japonsko | Japonsko |
| Roky     | Záp.     | Góly     |
| -------- | -------- | -------- |
| 1994     | 9        | 1        |
| 1995     | 2        | 0        |
| Celkem   | 11       | 1        |